# 단방당
단방당(스페인어: Partido Unitario)은 아르헨티나 내전 시국에서 연방당과 대립했던 세력이다. 수도 부에노스아이레스가 모든 권력을 독점하는 중앙집권 단방제 체제를 주장했다.
이념적으로 단방당은 19세기 영국자유주의의 영향을 받은 자유주의 세력이었고, 구성원의 출신성분은 지식인, 상인, 부에노스아이레스 출신 군인 등이었다.
아르헨티나 독립전쟁에서 승리한 리오데라플라타 합중국은 나폴레옹 전쟁 이후 상실했던 미주 식민지를 다시 확보하려는 에스파냐 왕당파들을 완전히 쫓아냈다. 그러나 이후 식민지 시절 인프라를 독점하고 있던 부에노스아이레스와 나머지 지역들 사이에 갈등의 소지가 부상했는데, 전자의 세력이 단방당, 후자의 세력이 연방당을 형성했다. 양측의 분열은 1816년 아르헨티나 독립선언 시점에서 이미 가시화되어 있었다.
1820년 세페다 전투에서 패배한 단방당은 지방주들과의 조약을 강요받았으나, 내전은 이것으로 종식되지 않았다. 1826년 단방당의 베르나르디노 리바다블라가 대통령에 당선되면서 연방당과 단방당의 주장을 절충한 1826년 헌법이 제정되었다. 하지만 지방의 주지사, 군벌들은 이 헌법을 비준하기를 거부했다. 리바다블라는 사임을 강요받았고, 연방당의 마누엘 도레고가 부에노스아이레스 주정부를 장악했다. 그러나 시스플라티나 전쟁에서 아르헨티나가 브라질 제국에 굴복해 우루과이의 독립을 인정하자 이에 불만을 품은 후안 라발레가 봉기하여 부에노스아이레스 정부를 장악하고 도레고를 총살했다.
1829년, 연방당의 후안 마누엘 데 로사스가 라발레를 패퇴시켜 망명 보내고 부에노스아이레스 주지사가 되었다. 이듬해, 호세 마리아 파스 이 하에도 준장이 단방동맹을 결성해 봉기했으나 1831년 5월 31일 전투에서 패배했다. 이후 단방동맹에 가맹했던 주들이 연방조약으로 갈아타면서 아르헨티나 연합이 출범했다.
1852년 2월 3일, 엔트레리오스주 연방당 군벌 후스토 호세 데 우르퀴사가 자신이 독재자가 되려는 야심으로 브라질 제국의 지원과 단방당을 끌어들여 카세로스 전투에서 로사스를 깨뜨렸다. 이후 산니콜라스 합정에서 부에노스아이레스를 제외한 나머지 주들이 우르퀴사를 아르헨티나 연합의 임시최고영도자로 추대했다.
다시 단방당이 장악한 부에노스아이레스는 1853년 우르퀴사가 부에노스아이레스 세관의 국유화를 시도하자 아르헨티나 연합으로부터의 탈퇴를 선언했다. 6년간의 분리독립 시도 끝에 1859년, 부에노스아이레스는 1853년 연방제 헌법의 수용을 강요받았다. 그러나 1859년 세페다 전투에서 단방당의 바르톨로메 미트레가 연방당의 우르퀴사 대통령을 패퇴시켰다. 1861년 파본 전투에서는 부에노스아이레스가 나머지 모든 지방의 연합군을 무찌르면서 아르헨티나 연합을 형해화시킨 뒤 미트레가 대통령이 되었다.
결국 아르헨티나 내전은 연방제 헌법이 정착되는 방향으로 종식되었지만, 이 과정에서 단방당 세력을 달레기 위해 부에노스아이레스의 수도 지위와 이권을 보장해야 했다.

## 같이 보기
- 아르헨티나의 역사
- 베르나르디노 리바다비아